# 테르트르 광장

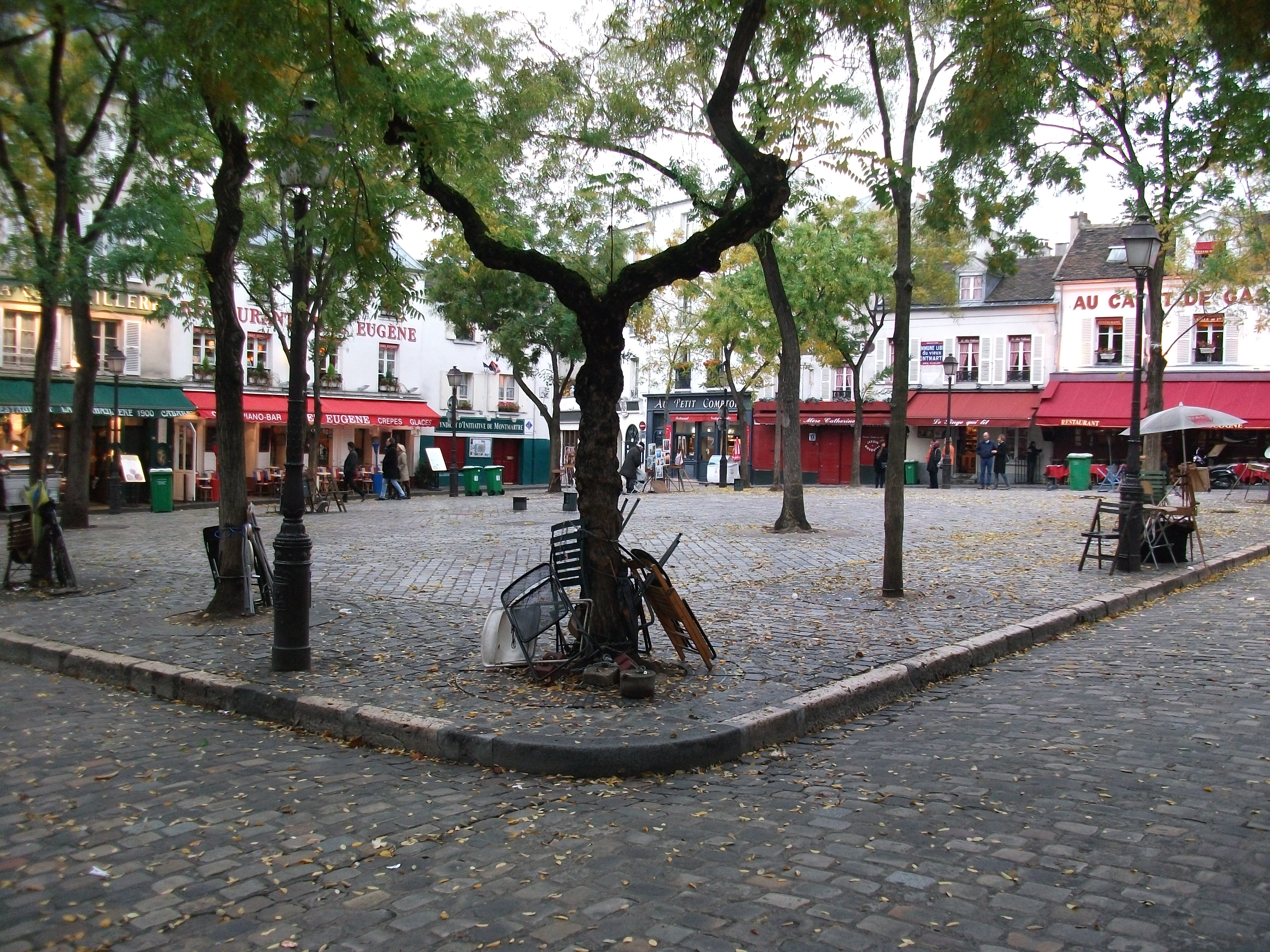
아침의 테르트르 광장

테르트르 광장(프랑스어: Place du Tertre)은 프랑스 파리의 18구에 위치한 광장이다. 몽마르트르의 사크레쾨르 대성당과 라팽아질에서 몇 블록 떨어진 지점에 있다. 몽마르트르 언덕 구역의 정상 (해발 130m)에 있으며, 이 때문에 작은 언덕이라는 뜻의 '테르트르' (Tertre)란 이름이 붙었다.
이곳에서는 하루하루 수많은 예술가들이 이젤을 설치해둔 채 관광객을 맞이한다. 이 같은 풍경은 몽마르트르가 근대예술의 메카이던 시절을 연상케 한다. 실제로 20세기에는 파블로 피카소와 모리스 위트릴로 등의 거장들이 이곳에 살았다고 전해진다. 르누아르와 쉬잔 발라동이 살던 집을 꾸며 만든 몽마르트르 박물관과, 살바도르 달리의 조소와 그림을 주로 전시하고 있는 '레스파스 살바도르 달리' (L'Espace Salvador Dalí)도 테르트르 광장에서 머지않은 거리에 있다.

## 풍경

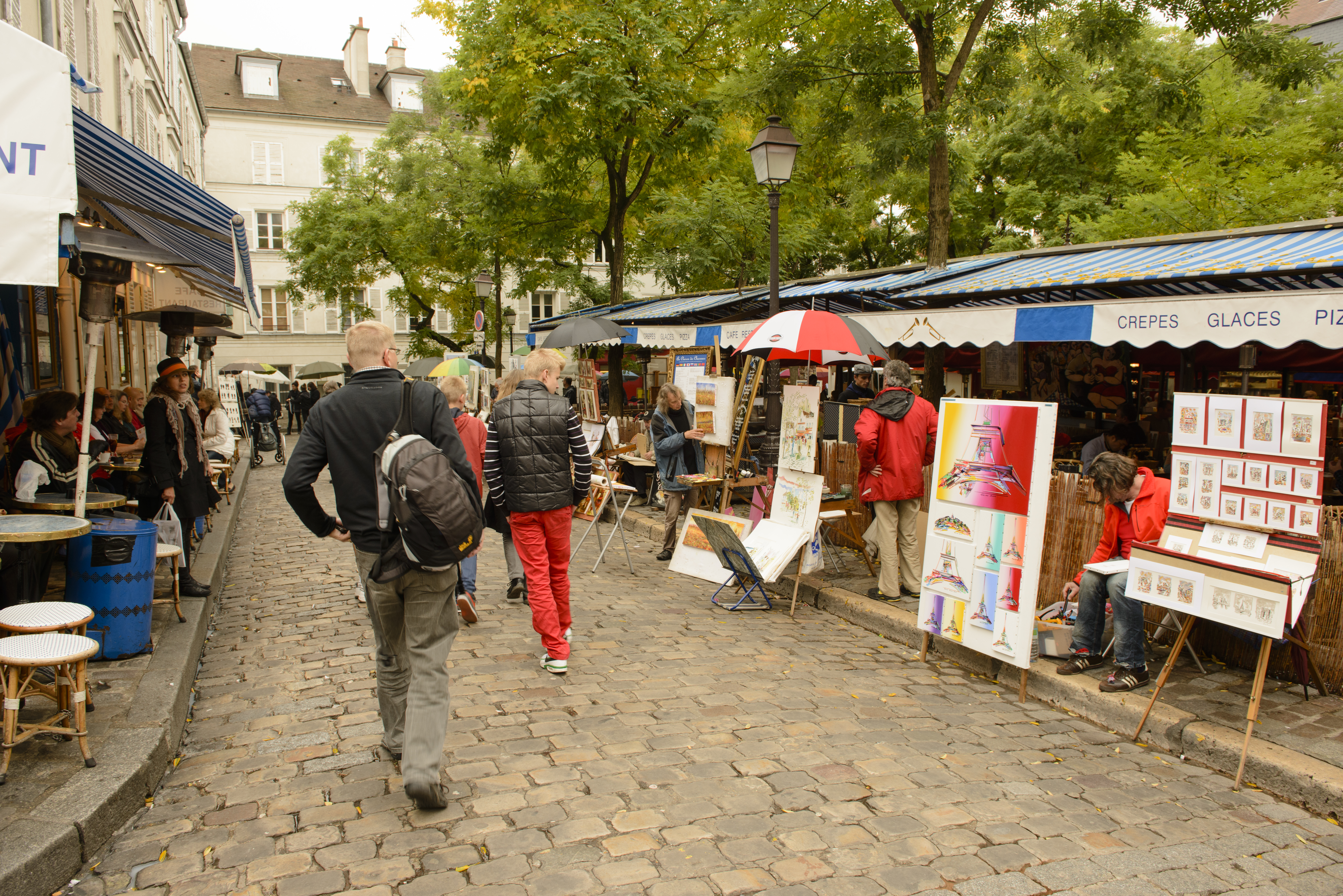
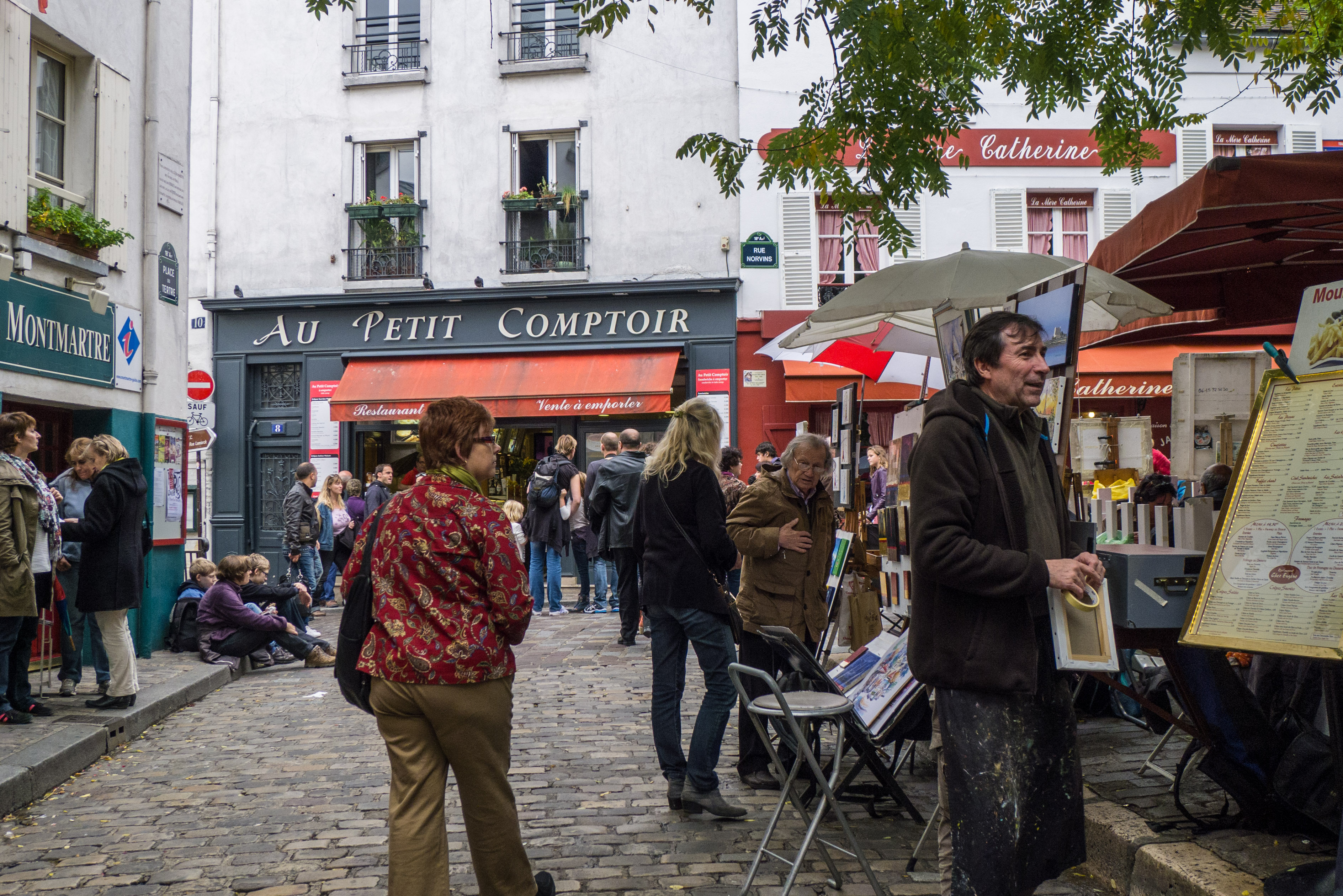
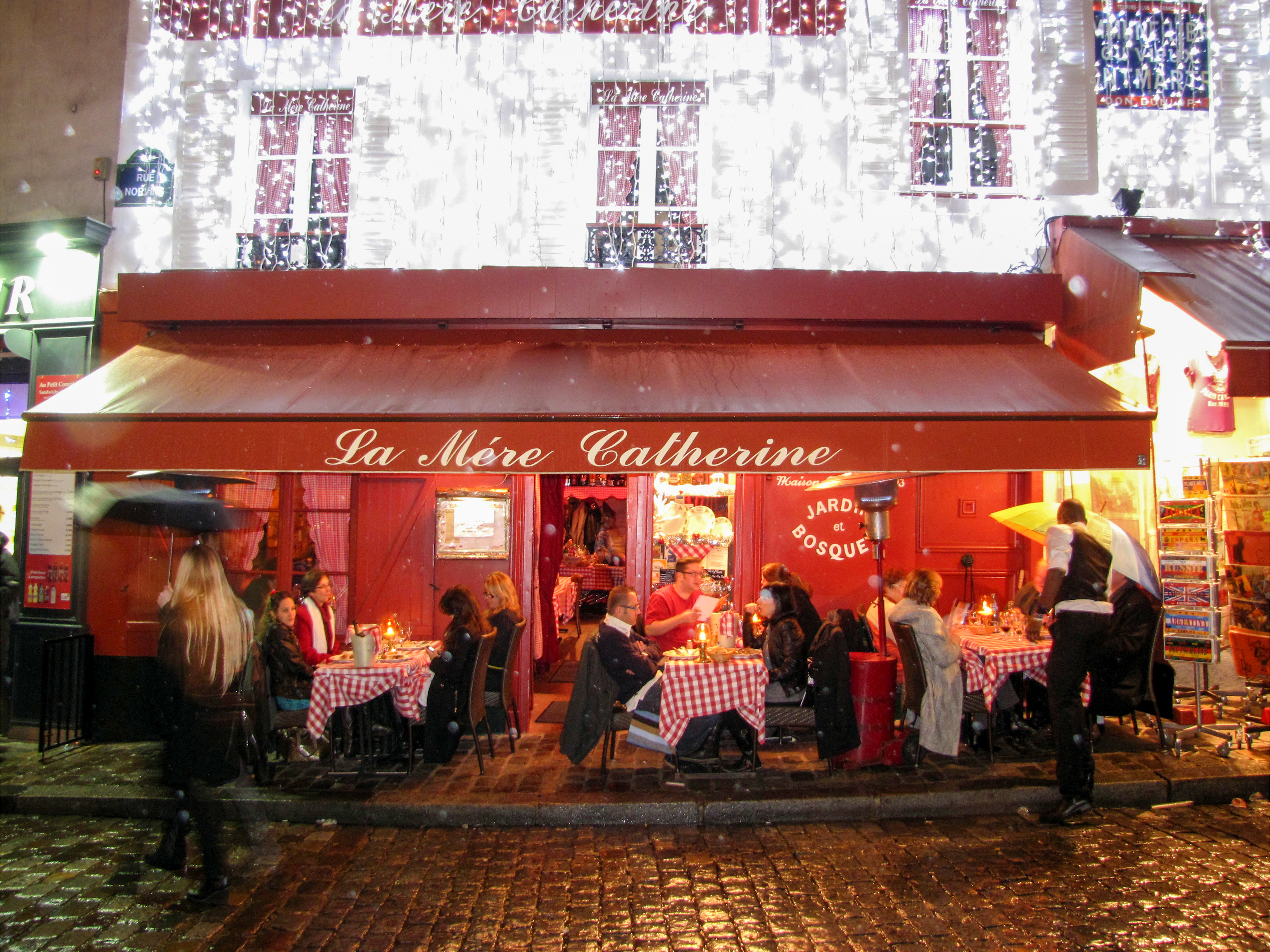
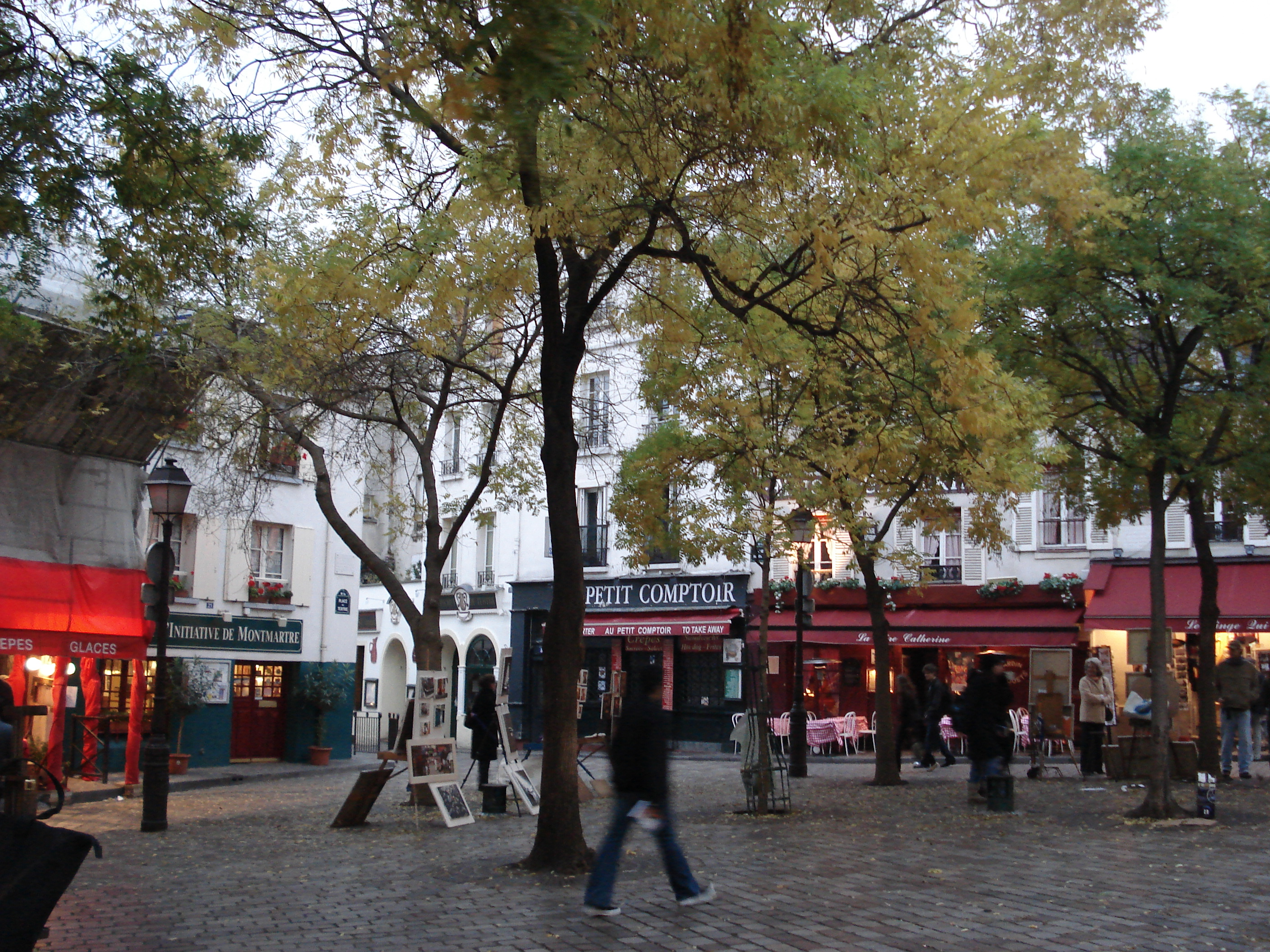
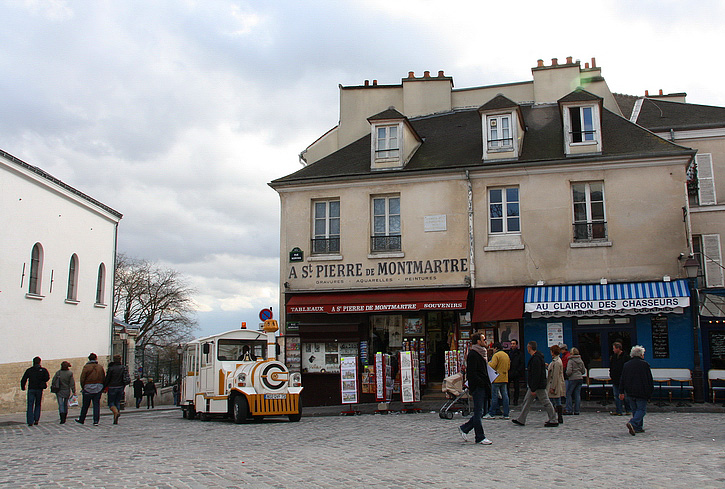
몽스니 거리에서 오는 관광열차
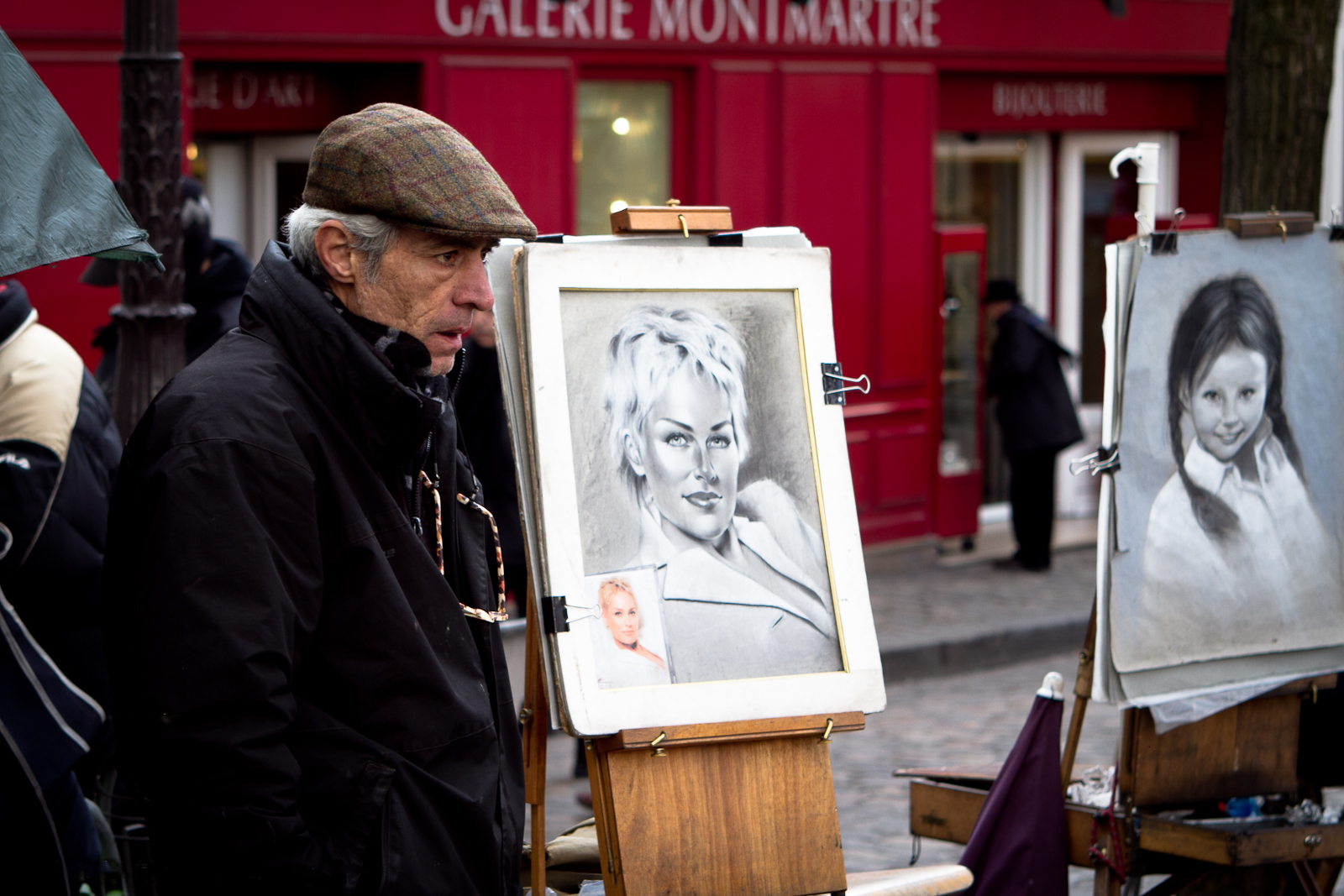
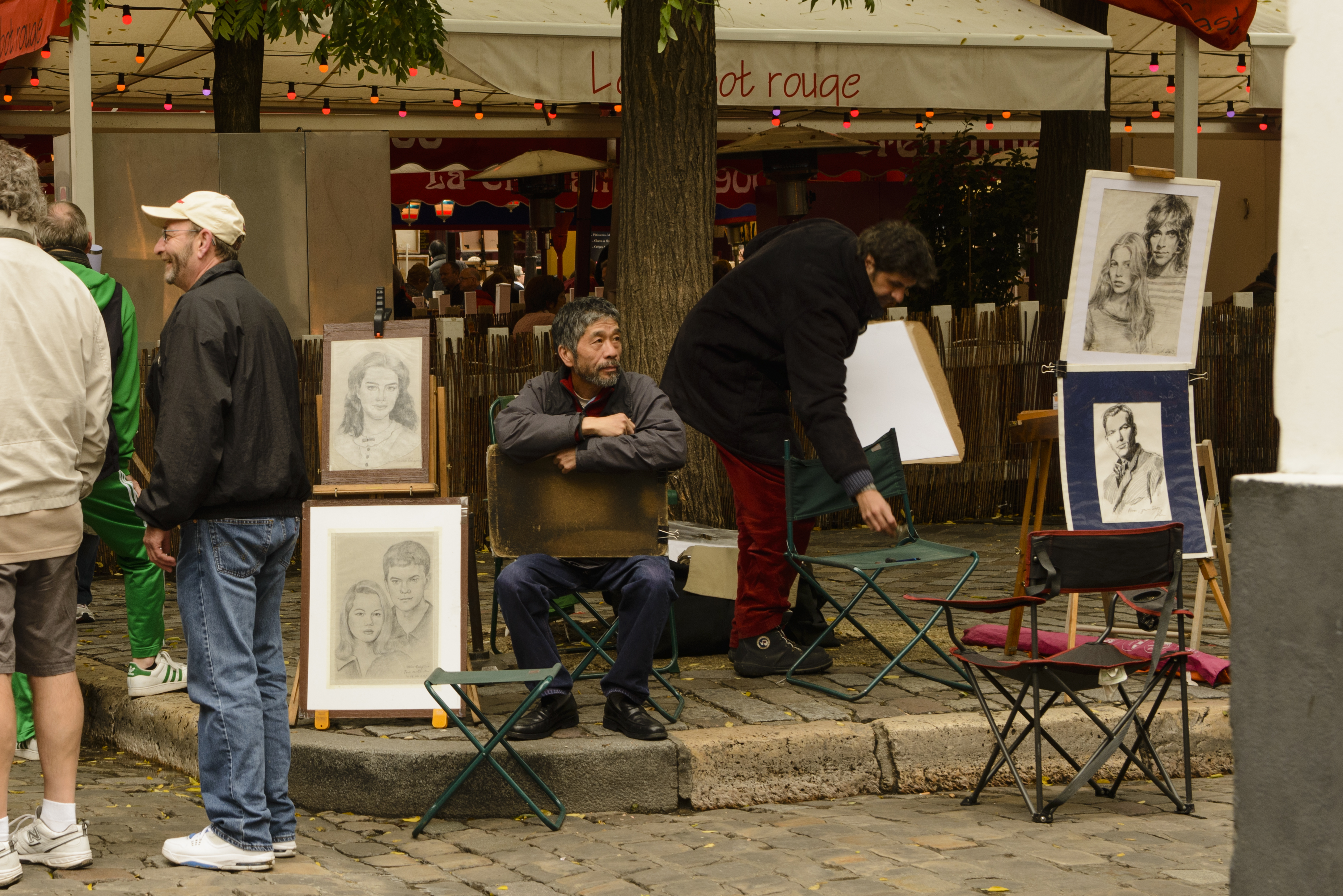
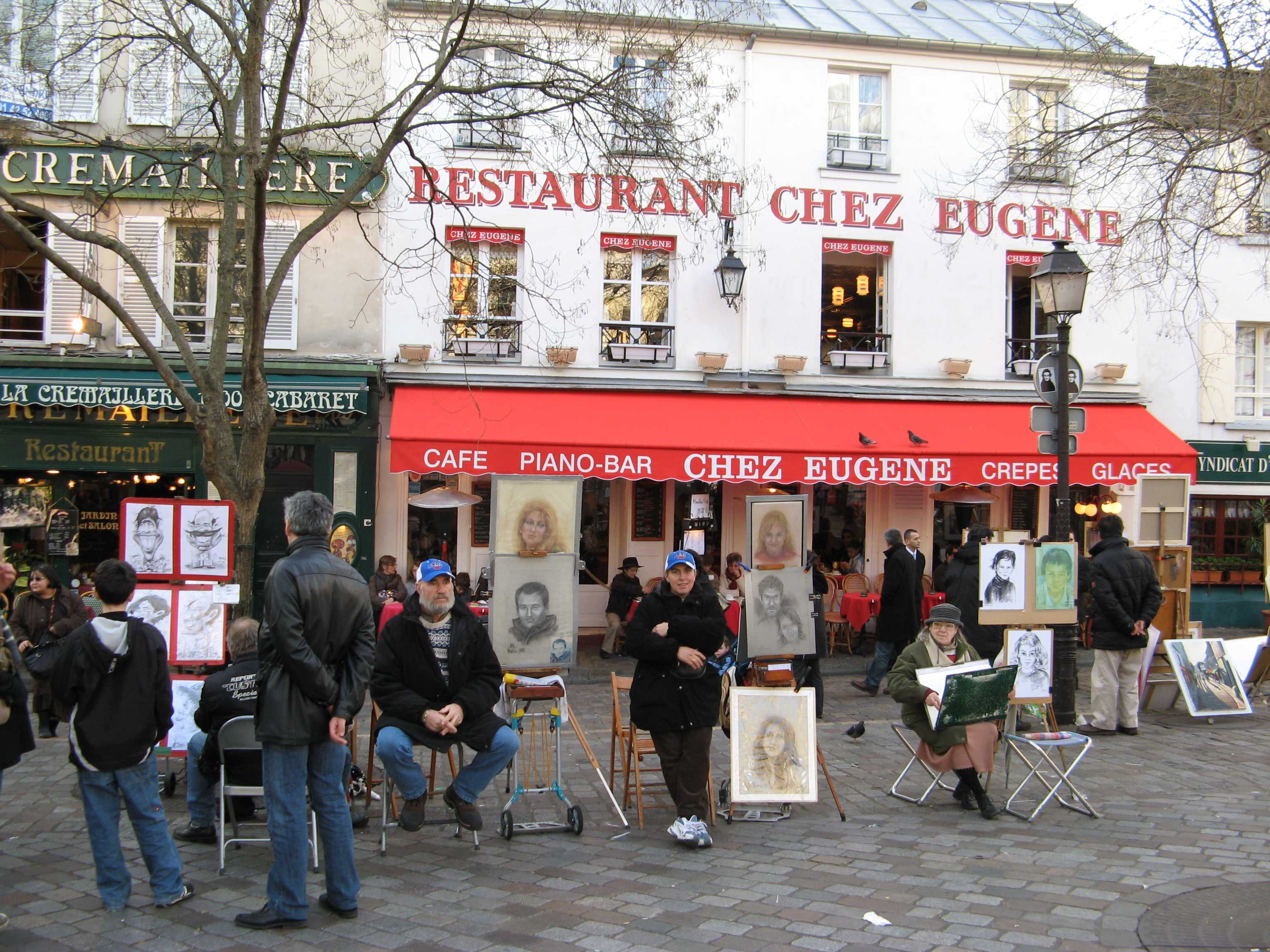
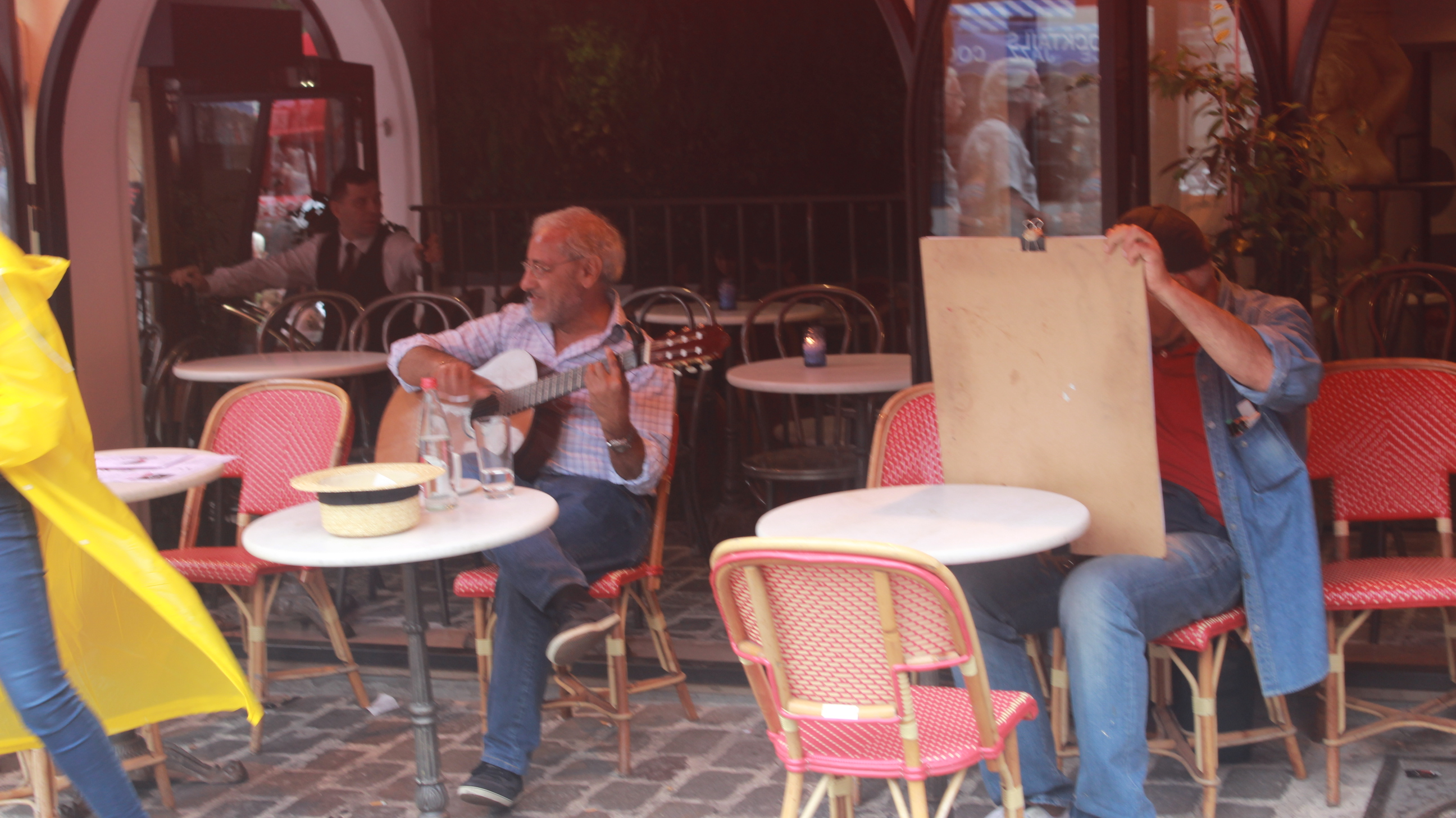
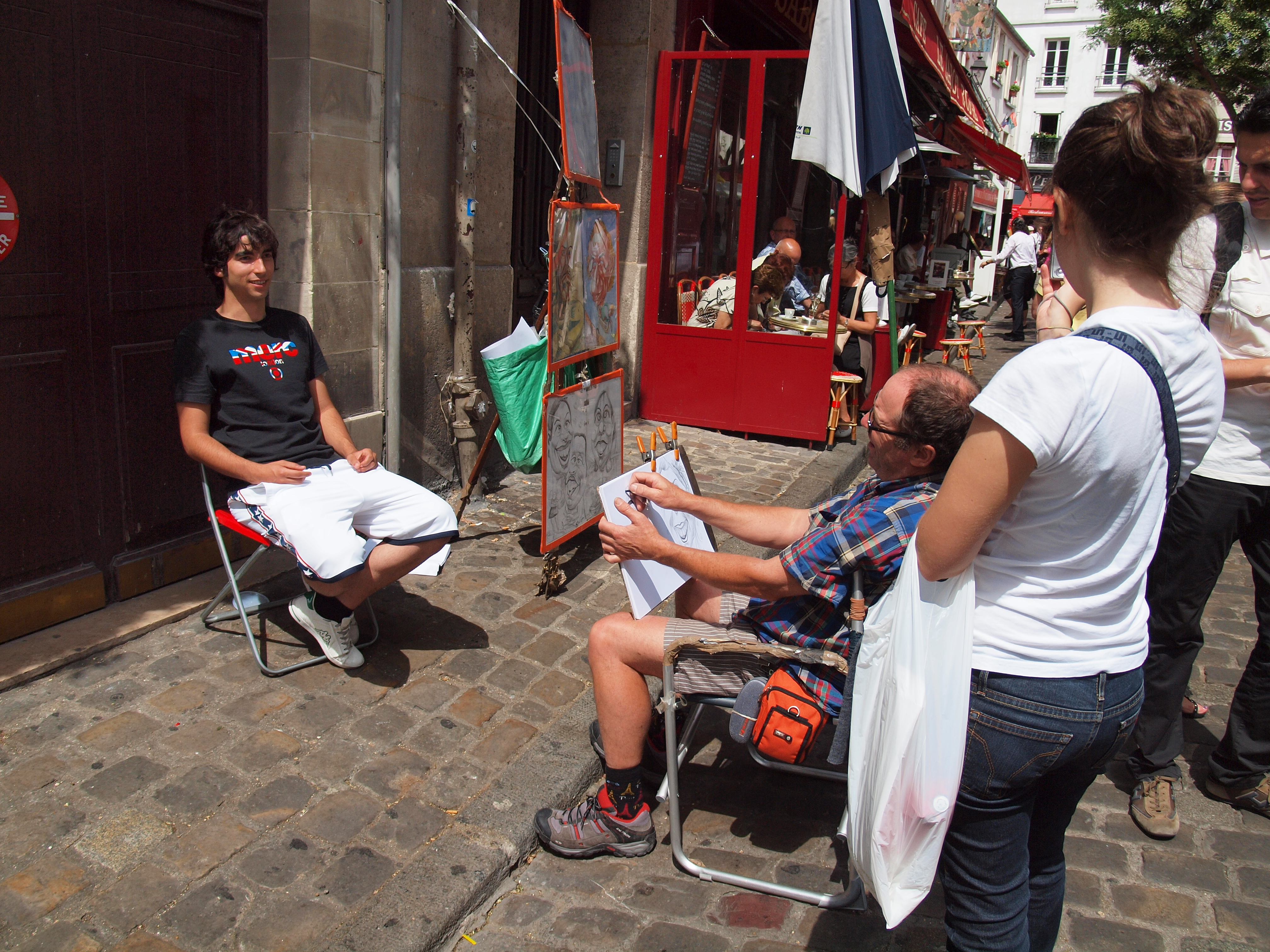
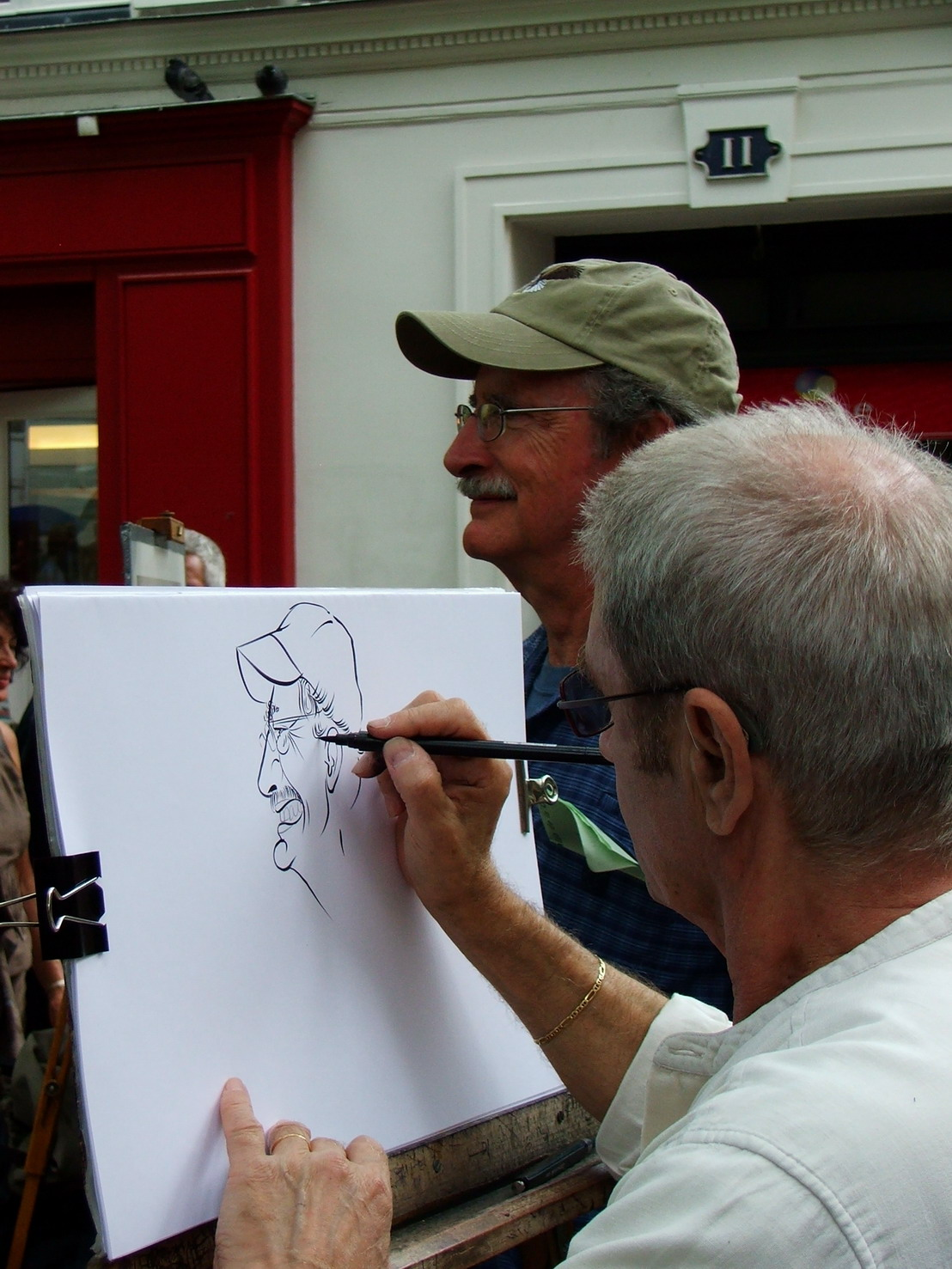